# Dor crônica
A dor crônica (português brasileiro) ou dor crónica (português europeu) é classificado como dor que dura mais de três a seis meses.  tem se caracterizado em um grande desafio à medicina e à psicologia, devido as dificuldades e limitações dos tratamentos existentes. É importante ressaltar a mediação central pela estimulação do segundo neurônio aferente. Essa condição pode manter a dor mesmo quando a injúria inicial já foi solucionada, sendo, por isso, a dor crônica uma patologia em si.
Estudos recentes de dor crônica e EMDR têm alcançado bons resultados no controle ou remissão de alguns tipos de dor, como dor em membro fantasma (membro amputado), sobreviventes de tortura e dores de cicatrizes de queimadura.

## Tratamento

### Neopióides
As intervenções iniciais recomendadas são tratamentos não baseados em opiáceos. O tratamento não opiáceo da dor crónica com fármacos pode incluir acetaminofeno (paracetamol) ou AINEs. Podem ser utilizados vários outros fármacos não opióides, dependendo do facto de a dor resultar de lesão tecidular ou ser neuropática (dor causada por um sistema nervoso danificado ou disfuncional). Estudos preliminares demonstraram que a marijuana medicinal é útil no tratamento da dor neuropática, mas não de outros tipos de dor prolongada. Alguns antipsicóticos atípicos, como a olanzapina, também podem ser eficazes, mas as provas que sustentam esta hipótese estão ainda numa fase muito inicial. As mulheres com dor crónica podem beneficiar de medicamentos hormonais, como os contraceptivos orais ("a pílula").

### Opiáceos
Para as pessoas que não beneficiaram de outras medidas e que não têm antecedentes de doença psiquiátricaou perturbação por abuso de substâncias, pode tentar-se o tratamento com opiáceos. Se não for observado nenhum efeito significativo, recomenda-se a interrupção do tratamento. Nas pessoas que tomam opióides, a interrupção ou redução do seu uso pode melhorar os resultados, incluindo a dor.

### Consequências
A perturbação do sono e a insónia devidas a medicamentos e a sintomas de doença ocorrem frequentemente em pessoas com dor crónica[90]. Estas condições podem ser difíceis de tratar devido ao elevado potencial de interacções medicamentosas, especialmente quando estas condições são tratadas por médicos diferentes. A dor crónica grave está associada a um aumento do risco de morte num período de dez anos, especialmente devido a doenças cardiovasculares e respiratórias. Foram propostos vários mecanismos para este aumento, como uma resposta anormal ao stress no sistema endócrino do organismo. Além disso, o stress crónico parece afetar os riscos para a saúde do coração e dos pulmões (cardiovascular), aumentando a taxa de formação de placas nas paredes arteriais (arteriosclerose). No entanto, é necessária mais investigação para clarificar a relação entre a dor crónica grave, o stress e a saúde cardiovascular.